# Relaciones Angola-Venezuela
Las relaciones Angola-Venezuela se refieren a las relaciones internacionales que existen entre Angola y Venezuela. Ambos países son miembros de la Organización de Países Exportadores de Petróleo (OPEP).

## Historia
En 2019, durante la crisis presidencial de Venezuela, el ministro de relaciones exteriores de Angola, Manuel Augusto, declaró que el Angola esperaba una solución para superar la crisis política en Venezuela sea alcanzada a través del diálogo, exprensando que Angola estaba en contra de interferencia externa, sin ofrecer reconocimiento oficial a Nicolás Maduro o a Juan Guaidó.

## Misiones diplomáticas
- Angola tiene un consulado-general en Caracas.
- Venezuela tiene una embajada en Luanda.